# Llengües chiapaneca-mangue
Les llengües chiapaneca-mangue constitueixen la branca més meridional de les llengües otomang, i hi ha diverses llengües documentades d'aquesta família: el chiapaneca parlat a Chiapas (fins a 1950), el chorotega de Costa Rica i Nicaragua i el mangue de Nicaragua, aquestes dues últimes varietats de vegades es consideren dialectes d'una mateixa llengua encara que existeixen diferències en el seu vocabulari, tot i que són properes entre si.

## Classificació
La hipòtesi que les llengües otomang formaven una família es remunta al segle xix quan Manuel Orozco y Berra i Francisco Pimentel van suggerir el parentiu mutu d'algunes d'aquestes llengües. El primer autor a relacionar el chipaneca i el mangue amb les llengües otomang va ser Walter Lehmann. La primera reconstrucció del chiapaneca-mangue ho associava al popolocano i al mixtec que són llengües otomang occidentals, així Fernández de Miranda i Weitlaner proposen l'existència d'un proto-popolocano-mangue. Aquesta agrupació no és la majoritària en l'actualitat on el chiapaneca-mangue s'associa més estretament amb les llengües tlapanecanes i amb les llengües otomang occidentals.

### Llengües de la família
La divisió interna de la branca chiapaneca-mangue té una branca nord i una altra branca sud:
- Grup nord:
  - chiapaneca
- Grup sud:
  - mangue
  - chorotega

La majoria d'autors opinen que els parlants de chiapaneca-mangue van emigrar des del nord fins a la regió del Soconusco on es va dividir en dos grups, el grup nord es quedaria a la mateixa regió i alguns parlants que van emigrar al sud van donar lloc al chorotega-mangue. Aquesta separació molt probablement es va donar durant el primer mil·lenni de la nostra era.

## Descripció lingüística
El mangue i el chorotega estan poc documentats i amb prou feines es coneixen unes poques llistes de vocabulari compilades durant el segle xix.

### Fonologia
El sistema fonològic del proto-chiapaneca-mangue va ser reconstruït per M. T. Fernández de Miranda i R. Weitlaner (1961) i revisat per Rensch (1966) i consta del següent inventari consonàntic:
|            |            | Bilabial | Dental | Palatal | Velar | Glotal  |
| ---------- | ---------- | -------- | ------ | ------- | ----- | ------- |
| Oclusiva   | sorda      | *p       | *t     |         | *k    | *ʔ      |
| Oclusiva   | sonora     | *mb      | *nd    |         | *ŋg   |         |
| Africada   | Africada   |          |        | (*č)    |       |         |
| Fricativa  | Fricativa  |          | *s     |         |       | *h, *hw |
| Nasal      | Nasal      | *m       | *n     | *ñ      | *M    | *M      |
| Líquida    | Líquida    |          | *l, *r |         |       |         |
| Aproximant | Aproximant | *w       |        | *j      |       |         |
El fonema /*č/ no és reconstruït per Fernández Miranda y Weitlaner, ja que generalment apareix enfront de vocal palatal com a variant de /*k/. No obstant això, Rensch argumenta que existeixen alguns parells mínims en chiapaneca per la qual cosa ha de reconstruir-se pel proto-chiapaneca-mangue la distinció entre tots dos fonemes. El fonema /*M/ sembla alternar entre les realitzacions [hm]~[xm]~[m], tanmateix no es reconstrueixen grups consonàntics, sinó que es reconstrueix com un fonema únic en lloc de com dos fonemes /*hm/.
L'inventari vocàlic és simple, les vocals breus són /*i, (*i), *u; *e, *a/ (l'estatus fonèmic de /*i/ és dubtós perquè Rensch argumenta que podria ser un al·lòfon de /*u/) i les vocals llargües són /*ii, *uu; *ee, *aa/ (aquí es pot veure que /*i/ manca de contrapartida llarga, la qual cosa dona més suport l'observació de Rensch). A més es reconstrueixen dos diftongs /*ai, *au/.